# Surtainville
Surtainville est une commune française, située dans le département de la Manche en région Normandie, peuplée de 1 169 habitants.

## Géographie
Cette commune maritime est structurée en plusieurs hameaux : Surtainville (le bourg), le Ruisseau, Chapelle Saint-Ergoueffe, la Ruette, Bas Hamel, les Focs, les Laguettes, le Bas de Clibec, Clibec, les Mielles, la Rade, la Plage, les Sablières, la Ruette, le Pou, le Bégin, Hauteville, le Pré, Guinfard, la Godaillerie, la Boissellerie, la Mare du Parc, la Hulinerie, la Sansurière, le Lerry, le Quesnay, la Croix des Fritz, Hameau Denis, la Roullerie, la Brelotterie, la Mielle, Pouchin, Hameau la Poule, Hameau Bégin, le Culule, Fermes des Mielles, Hameau Tranquille, la Jacotterie, le Brisay, la Bohérie, la Chauvinerie, la Bergerie, la Darillerie, la Monderie, le Moulin de Sénoville, la Bitouzerie, la Maison Couppey, la Pigacherie, Pont Padet, le Village du Bas, la Damoiserie, la Hamelinerie, la Duhamellerie, la Rue des Fieffes, la Baronnerie, la Racinerie, Hameau les Blonds, la Poupardière, Ferme du Bois, la Gossélinerie.
À l'ouest (littoral), Surtainville possède plusieurs plages : les Plates Mielles, le Fort, les Vertes Fosses.
À l'est (intérieur des terres), Surtainville possède deux bois : les Vieux Buissons et le Bois de Pierreville.
Il y coule la Scye, affluent de la Douve, qui n'est encore à cet endroit qu'un ruisseau.

### Hydrographie
La commune est située dans le bassin Seine-Normandie. Elle est drainée par la Scye, le fossé 01 de la commune de Surtainville, le cours d'eau 01 de la Poupardière, le cours d'eau 01 des Vieilles Ventes, le cours d'eau 01 du Bégin, le cours d'eau 01 du Hameau les Blonds, le cours d'eau 01 du Hameau Tranquille, le cours d'eau 01 du Pont Padet, le cours d'eau 05 du Bas Hamel et le ruisseau Beautrain,,.
La Scye, d'une longueur de 27 km, prend sa source dans la commune de Pierreville et se jette  dans la Douve en limite de Néhou et de Bricquebec-en-Cotentin, après avoir traversé huit communes. 

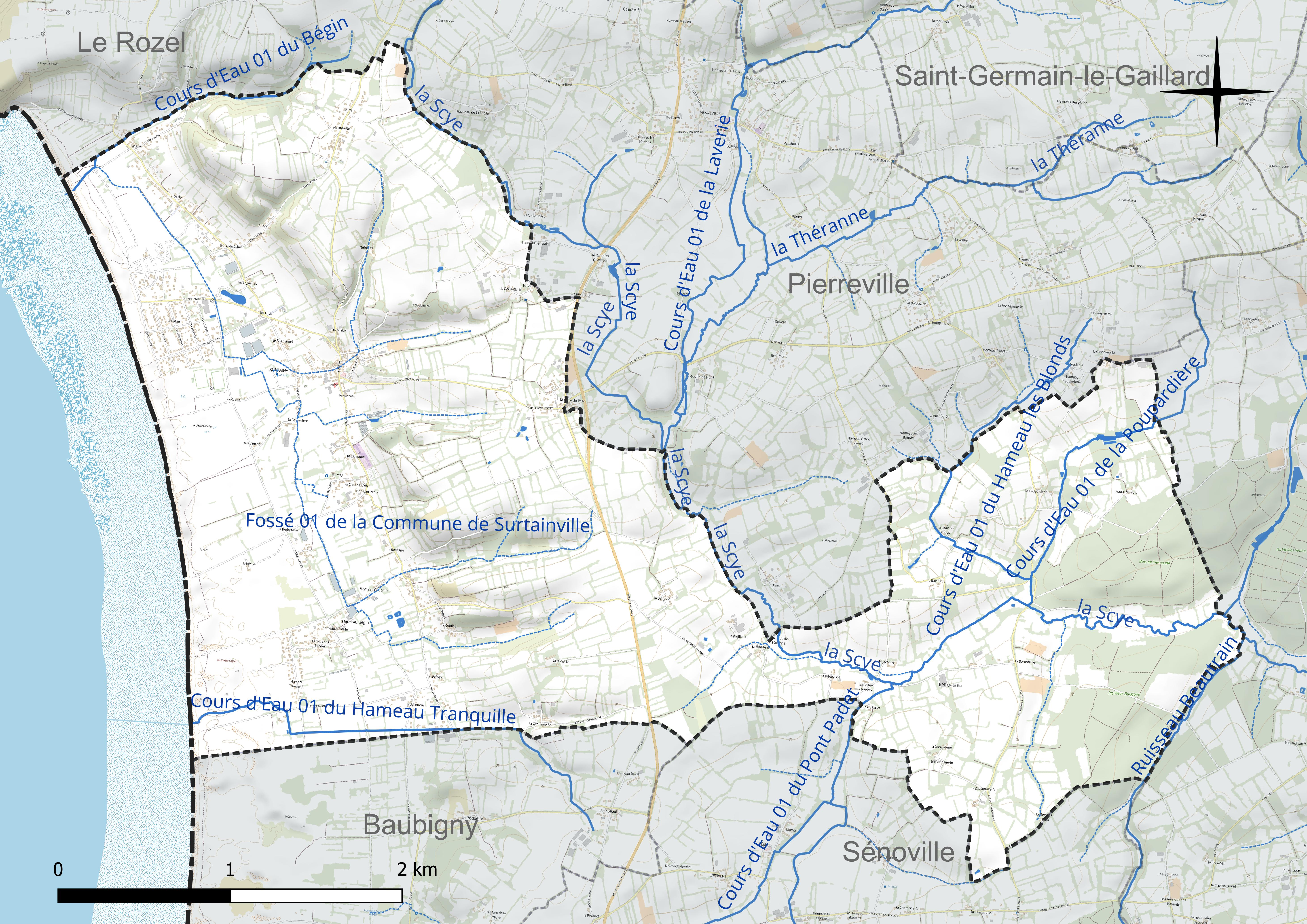
Réseau hydrographique de Surtainville.

### Climat
Pour des articles plus généraux, voir Climat de la Normandie et Climat de la Manche.
En 2010, le climat de la commune est de type climat océanique franc, selon une étude du CNRS s'appuyant sur une série de données couvrant la période 1971-2000. En 2020, Météo-France publie une typologie des climats de la France métropolitaine dans laquelle la commune est exposée à un climat océanique et est dans la région climatique  Normandie (Cotentin, Orne), caractérisée par une pluviométrie relativement élevée (850 mm/a) et un été frais (15,5 °C) et venté. Parallèlement le GIEC normand, un groupe régional d’experts sur le climat, différencie quant à lui, dans une étude de 2020, trois grands types de climats pour la région Normandie, nuancés à une échelle plus fine par les facteurs géographiques locaux. La commune est, selon ce zonage, exposée à un « climat maritime », correspondant au Cotentin et à l'ouest du département de la Manche, frais, humide et pluvieux, où les contrastes pluviométrique et thermique sont parfois très prononcés en quelques kilomètres quand le relief est marqué.
Pour la période 1971-2000, la température annuelle moyenne est de 11,1 °C, avec une amplitude thermique annuelle de 10,6 °C. Le cumul annuel moyen de précipitations est de 918 mm, avec 13,5 jours de précipitations en janvier et 7,3 jours en juillet. Pour la période 1991-2020, la température moyenne annuelle observée sur la station météorologique la plus proche, située sur la commune de La Hague à 23 km à vol d'oiseau, est de 13,1 °C et le cumul annuel moyen de précipitations est de 480,0 mm. Pour l'avenir, les paramètres climatiques de la commune estimés pour 2050 selon différents scénarios d’émission de gaz à effet de serre sont consultables sur un site dédié publié par Météo-France en novembre 2022.

## Urbanisme

### Typologie
Au 1er janvier 2024, Surtainville est catégorisée commune rurale à habitat dispersé, selon la nouvelle grille communale de densité à sept niveaux définie par l'Insee en 2022.
Elle est située hors unité urbaine. Par ailleurs la commune fait partie de l'aire d'attraction de Cherbourg-en-Cotentin, dont elle est une commune de la couronne,. Cette aire, qui regroupe 77 communes, est catégorisée dans les aires de 50 000 à moins de 200 000 habitants,.
La commune, bordée par la Manche, est également une commune littorale au sens de la loi du 3 janvier 1986, dite loi littoral. Des dispositions spécifiques d’urbanisme s’y appliquent dès lors afin de préserver les espaces naturels, les sites, les paysages et l’équilibre écologique du littoral, tel le principe d'inconstructibilité, en dehors des espaces urbanisés, sur la bande littorale des 100 mètres, ou plus si le plan local d’urbanisme le prévoit.

### Occupation des sols
L'occupation des sols de la commune, telle qu'elle ressort de la base de données européenne d’occupation biophysique des sols Corine Land Cover (CLC), est marquée par l'importance des territoires agricoles (77,2 % en 2018), en diminution par rapport à 1990 (79,5 %). La répartition détaillée en 2018 est la suivante : zones agricoles hétérogènes (37,5 %), prairies (25,5 %), terres arables (14,2 %), milieux à végétation arbustive et/ou herbacée (7,5 %), zones urbanisées (7,1 %), forêts (7,1 %), espaces ouverts, sans ou avec peu de végétation (1,1 %). L'évolution de l’occupation des sols de la commune et de ses infrastructures peut être observée sur les différentes représentations cartographiques du territoire : la carte de Cassini (XVIIIe siècle), la carte d'état-major (1820-1866) et les cartes ou photos aériennes de l'IGN pour la période actuelle (1950 à aujourd'hui).

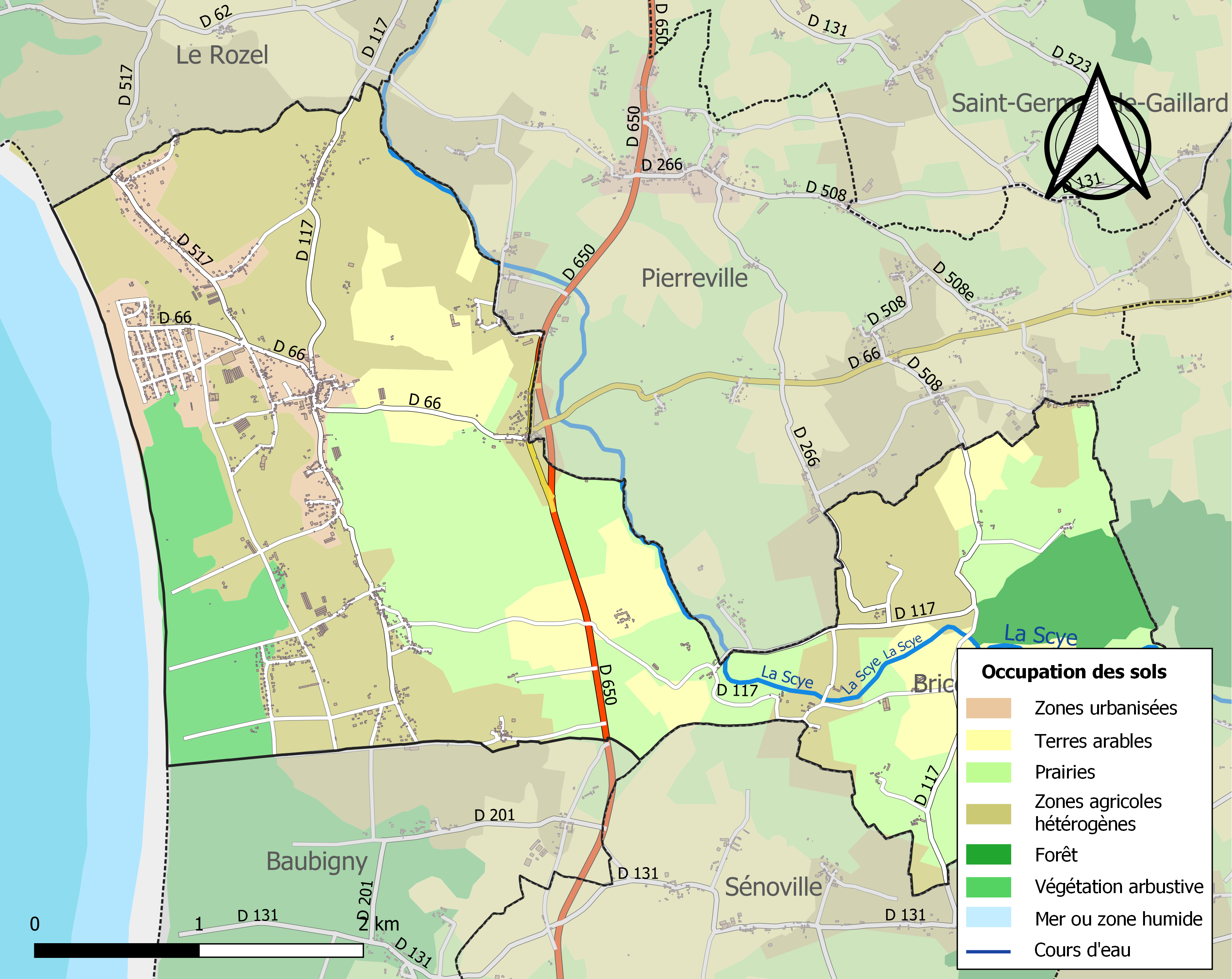
Carte des infrastructures et de l'occupation des sols de la commune en 2018 (CLC).

## Toponymie
Le nom de la localité est attesté sous les formes Sortinvilla vers 1062, Sortainville en 1198,.
Surtainville est un composé en -ville (ancien français vile, d'où vilain) au sens primitif de « domaine rural », précédé de l'anthroponyme scandinave Svarting, attesté dans le nord de l'Angleterre qui signifie « le noiraud ».
L'ancien scandinave svartr signifie « noir » (cf. vieil anglais swart, allemand schwarz de même sens), cependant, il existe une forme surtr en vieux norrois qui conviendrait aussi bien en l'absence de formes plus anciennes, bien qu'il ne semble pas avoir été combiné avec le suffixe -ing dans un anthroponyme (cf. Surti). En revanche, on note l'existence des noms norois SvartungR et SværtingR.
L'élément Svart- (Swart-) se retrouve également en composés dans la toponymie normande : Surville (Eure, Souarville 1220) ; Surtauville (Eure, Sortovilla) ; Sorquainville (Seine-Maritime, Soartichin villa 1032 - 1035) ; Sortosville (Manche, Soortovilla 1107 - 1109, Surtouville les Lingart 1421) ; Sortosville-en-Beaumont (Manche, Sorthoovilla vers 1175).
Une légende toponymique narre que la commune de Surtainville tire son nom du miracle de sainte Ergoueffe qui est connue sous le nom de sainte Gudule martyre en Belgique. Une statue de la sainte s'échoua jadis sur la grève, et fut trouvée par un paysan, lequel par dévotion décida d'emmener avec lui la statue. En remontant de la plage, le paysan qui portait dans ses bras sainte Ergoueffe, trouva la statue si lourde qu'il dut soudainement la poser puis s'endormit. Quelque temps après, vinrent ses compagnons, qui le trouvèrent gisant dans le sable au côté de l'étrange Dame. Réveillant l'homme, celui-ci exposa à ses pairs sa mystérieuse trouvaille, expliquant qu'il lui était par ailleurs impossible de la mouvoir. Tous s'essayèrent pourtant à déplacer la statue, mais aucun des hommes présent n'y parvint. Tant et si bien qu'ils édifièrent à la sainte une chapelle à l'endroit même où elle fut déposée. En mémoire de cet évènement la localité prit le nom de Surtainville (Sortinville), sous entendu « le lieu du sort », « du sortilège » (du miracle).

## Histoire
Surtainville était vraisemblablement un domaine rural cédé à un colon scandinave (cf. ci-dessus Toponymie).
L'histoire locale rapporte que Guillaume Pouchin de Cantelou chevalier, participa en 1066 au siège de Nicée en Palestine avec le Duc Robert Courteheuse ses armes figurent dans la salle des croisades du château de Versailles.
En 1298, les rejetons des Sires de Lanquetot (Lanquetot étant un ancien fief de l'actuelle commune du Vrétot), vinrent s'installer à Surtainville et en prirent le nom. Les Lanquetot-Surtainville vont posséder Surtainville jusqu'au XIVe siècle, puis vont acquérir par la suite d'autres fiefs comme celui d'Omonville, avant de déroger à la noblesse et de tomber dans la roture. Toutefois leurs armes d'argent à deux chevrons de sable et trois coquilles de même, figure dans l'armorial général dressé sur ordre du Roi Louis XIV par Charles d'Hozier pour remplir les caisses de la Couronne.
Au XIIIe siècle, le village était la possession du prieuré de Beaumont, c'est pourquoi l'on retrouve des traces de la culture de la vigne à Surtainville au Moyen Âge.
Les sieurs du Quesnay (l'un des nombreux fief de haubert qui composaient autrefois Surtainville) bâtissent une maison forte en pierre dans la seconde moitié du XIIIe siècle, sous le règne de Saint Louis, bien qu'une motte castrale fut certainement antérieure à l'édifice en pierre, sachant que la commune, compte plusieurs manoirs et maisons-fortes toutes d'antiques demeures seigneuriales.
À la suite des troubles forgés par la guerre de Cent-Ans dans la province, les Sires de Lanquetot de Surtainville doivent se séparer de leur fief du bourg et Philippe de Surtainville coseigneur, vend le château pour payer la rançon aux anglais dont il est l'un des prisonniers du fait de la guerre entre la Maison de Valois et celle des Plantagenets.
Les Pigache font édifier le manoir de la Pigacherie vraisemblablement au XVe siècle à la fin des troubles avec l'Angleterre sous le règne de Louis XI.
Au XVe siècle, Jean Pouchin écuyer, est qualifié sur le registre de baptême de son fils, de sergent royal, seigneur de Pouchin , de Surtainville, de Cléville pour partie, et des Marais.
Le château de Surtainville passe ensuite aux Anquetil seigneur de Baudreville et du Quesnay à Surtainville.
En 1725, Jean Pouchin écuyer bourgeois de Valognes, échange les terres de la Barronnerie, contre celles des Marais, sises à Surtainville, à son parent Marin de Pouchin Vicomte de Saint-Sauveur, Lieutenant-Général de Police.
Sous Louis XV les mouvances de Surtainville appartiennent au Marquis de Matignon.
Le sieur Vattier obtiendra en 1779 le château et les terres attenantes avant de le revendre par la suite aux Anquetil.
A la veille de la Révolution le Duc de Montmorency est le dernier seigneur suzerain de Surtainville et de ses mouvances.
En 1790, Hervé Lemperière, issu d'une famille noble est capitaine de navire, cultivateur, et est le premier maire de Surtainville. À la création des cantons, Surtainville est chef-lieu de canton. Ce canton est supprimé lors du redécoupage cantonal de l'an IX (1801).
En 1795, se déroula au large, un combat naval entre les Anglais et les Français. Le 20 floréal an III (9 mai 1795), un convoi parti de Cherbourg, escorté de deux chaloupes canonnières, et à destination de Saint-Malo, vint se mettre sous la protection de la batterie armée de deux canons, essuyant un feu continu de la part de quatre vaisseaux anglais. « L'ennemi a envoyé sur les canonnières et la batterie plus de 1 500 boulets, 200 environ de calibre 36 ont été recueillis sur la plage », à la suite de quoi, le fort fut réduit au silence, une de ses deux pièces ayant été démontée et ses ouvrages de maçonnerie disloqués.
Le château et ses terres sont finalement partagés en 1804 entre les familles Avoinne et Pouchin de Surtainville, laquelle possédait un premier manoir sis sur la commune. En 1869 Les Pouchin de Surtainville vendent leurs parts du château au sieur Avoinne, à la suite de la fin de l'exploitation des mines argentifères et de la carrière. Le domaine passe par mariage à la famille Leconte-Dumanoir.
A la fin du XIXe siècle Surtainville devient une station balnéaire.
Edouard Denis-Dumont, médecin et historien apparenté à la noblesse locale, lègue ses biens aux pauvres de la commune.
Au XXe siècle le curé décide de faire bâtir une réplique de la grotte de Massabielle à Lourdes dans laquelle la Vierge Marie est apparue à Sainte Bernadette.
Lors de l'occupation la ferme des Bonnissent est saisie par l'armée Allemande et devient la kommandantur, elle sera libérée lors de la fuite des allemands à la libération.

## Politique et administration

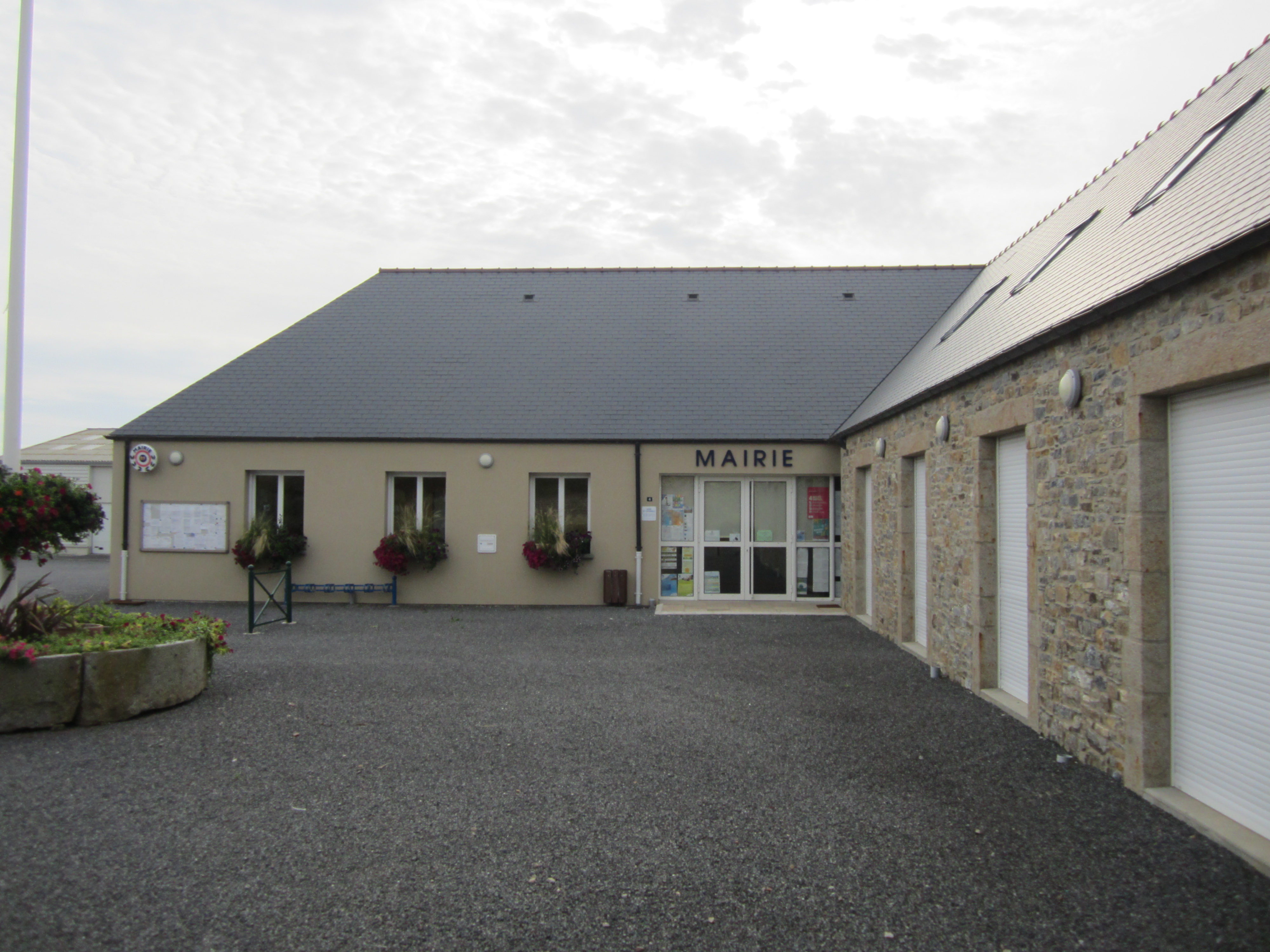
Mairie.

| Période                                  | Période   | Identité          | Étiquette | Qualité                    |
| ---------------------------------------- | --------- | ----------------- | --------- | -------------------------- |
| 1977                                     | mars 2001 | François Le Blond | SE        | Exploitant agricole        |
| mars 2001                                | mars 2014 | Odile Thominet    |           | Comptable                  |
| mars 2014                                | mai 2020  | Jérôme Bonnissent | SE        | Retraité fonction publique |
| mai 2020                                 | En cours  | Odile Thominet    | SE        | Comptable                  |
| Les données manquantes sont à compléter. |           |                   |           |                            |

## Démographie
L'évolution du nombre d'habitants est connue à travers les recensements de la population effectués dans la commune depuis 1793. Pour les communes de moins de 10 000 habitants, une enquête de recensement portant sur toute la population est réalisée tous les cinq ans, les populations de référence des années intermédiaires étant quant à elles estimées par interpolation ou extrapolation. Pour la commune, le premier recensement exhaustif entrant dans le cadre du nouveau dispositif a été réalisé en 2006.
En 2022, la commune comptait 1 169 habitants, en évolution de −1,93 % par rapport à 2016 (Manche : −0,31 %, France hors Mayotte : +2,11 %).
| 1793  | 1800 | 1806  | 1821  | 1831  | 1836  | 1841  | 1846  | 1851  |
| ----- | ---- | ----- | ----- | ----- | ----- | ----- | ----- | ----- |
| 1 025 | 939  | 1 128 | 1 137 | 1 227 | 1 288 | 1 202 | 1 207 | 1 203 |

| 1856  | 1861  | 1866  | 1872 | 1876 | 1881  | 1886  | 1891  | 1896 |
| ----- | ----- | ----- | ---- | ---- | ----- | ----- | ----- | ---- |
| 1 132 | 1 055 | 1 040 | 942  | 942  | 1 037 | 1 001 | 1 025 | 962  |

| 1901 | 1906 | 1911 | 1921 | 1926 | 1931 | 1936 | 1946 | 1954 |
| ---- | ---- | ---- | ---- | ---- | ---- | ---- | ---- | ---- |
| 937  | 962  | 891  | 864  | 909  | 923  | 965  | 955  | 936  |

| 1962  | 1968 | 1975 | 1982 | 1990 | 1999  | 2006  | 2011  | 2016  |
| ----- | ---- | ---- | ---- | ---- | ----- | ----- | ----- | ----- |
| 1 019 | 948  | 827  | 775  | 977  | 1 072 | 1 167 | 1 216 | 1 192 |

| 2021  | 2022  | - | - | - | - | - | - | - |
| ----- | ----- | - | - | - | - | - | - | - |
| 1 164 | 1 169 | - | - | - | - | - | - | - |

## Économie
Un camping est situé en bord de mer ainsi que des maisons de vacances. Une supérette et une boulangerie à proximité, ainsi qu'un coiffeur permettent aux habitants et aux vacanciers d'éviter de se déplacer trop loin. Un garage est aussi présent face à la mairie.

## Lieux et monuments
- Église romane Saint-Pierre du XIIe siècle, refaite au XVIIIe siècle, avec une tour-porche coiffée d'un toit en bâtière. Elle est aujourd'hui rattachée à la nouvelle paroisse Notre-Dame du doyenné de Cherbourg-Hague[42]. L'édifice abrite un retable de saint Pierre, saint Jean Baptiste et l'Annonciation du XVIIIe, récemment restauré, dont les peintures datent de 1813, un calice du XVIIIe et un haut-relief, fragment d'un retable aux douze Apôtres, dont trois subsistent : saint Jean, saint Jacques et saint Simon du XVIe, qui sont classés au titre objet aux monuments historiques[43], ainsi que des fonts baptismaux du XVe.
- Vestiges de la chapelle Sainte-Ergoueffe des VIIe – XIIe siècle, romane, inscrite au titre des monuments historiques par arrêté du 2 février 1993[44]. Ancien siège d'une léproserie, l'édifice est composé d'une nef rectangulaire avec un arc triomphal.

Elle fut le lieu d'un important pèlerinage, où l'on venait chercher la guérison des maux de tête, et à l'intérieur de la chapelle on implorait une statue de saint Léonard pour les douleurs de rein.
Dès le XIXe siècle, Charles de Gerville rapprochait l'aspect de ses maçonneries en opus spicatum avec celles de la chapelle Saint-Germain de Querqueville.
- Grotte de Lourdes.
- Croix de chemin du XVIIe siècle dont celle de la Croix-de-Fritz.
- Manoir de Guinfard des XIVe – XVe siècles.
- Manoir du Quesnay des XIIIe et XVIe siècles.
- Manoir de la Pigacherie du XVIe siècle.
- Moulin de Sénoville - la Boérie du XVIe siècle, moulin à vent de la Mare du Parc.
- Corps de garde du XVIIIe siècle.
- Quatre pigeonniers.
- Vestiges d'un lavoir.

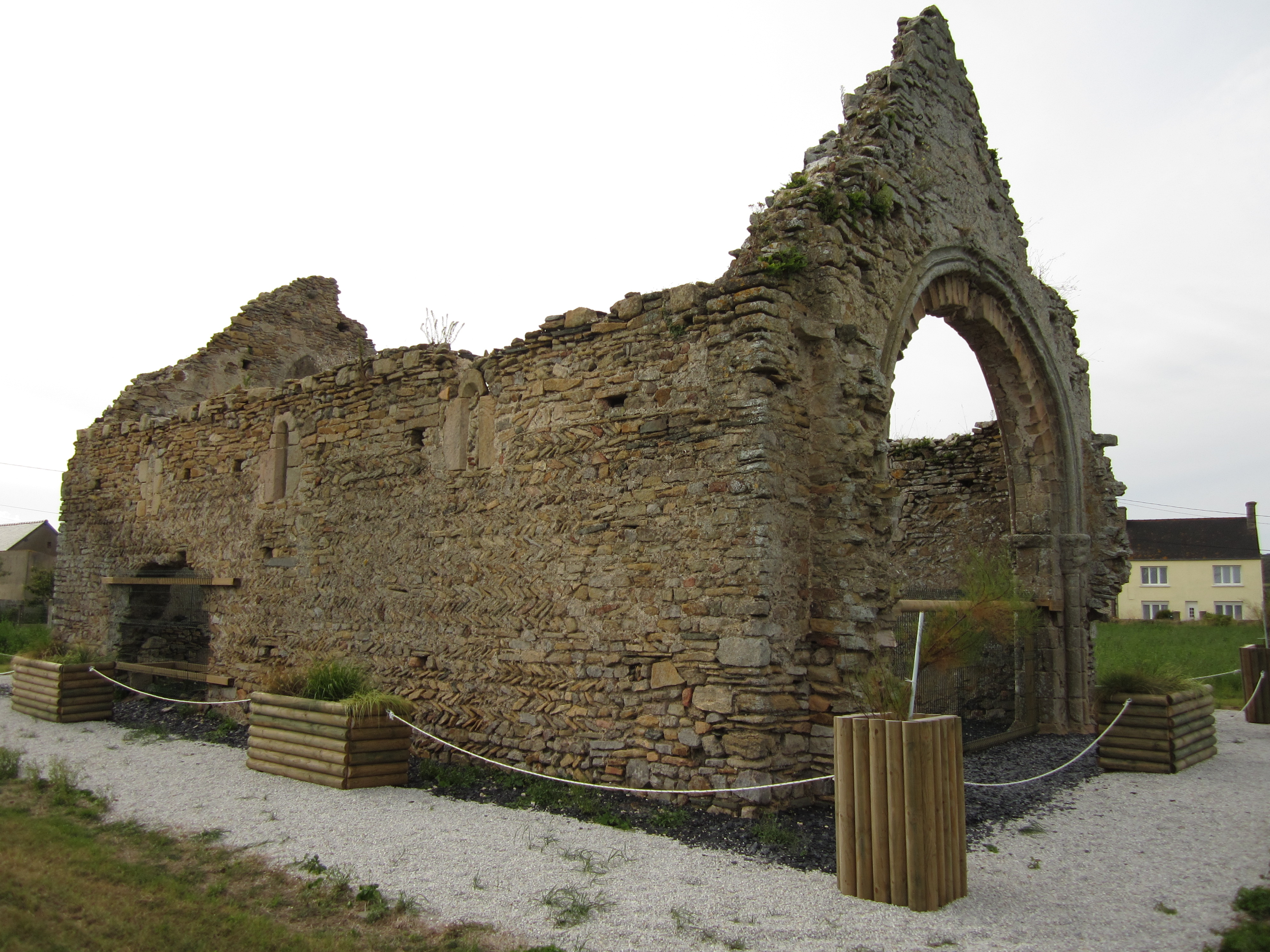
Chapelle Sainte-Ergoueffe.
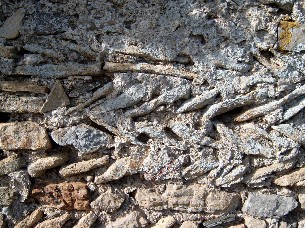
Mur en arête-de-poisson.
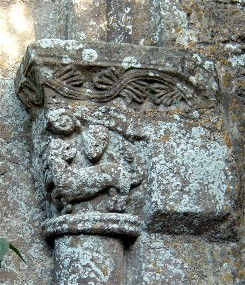
Chapiteau zoomorphe.
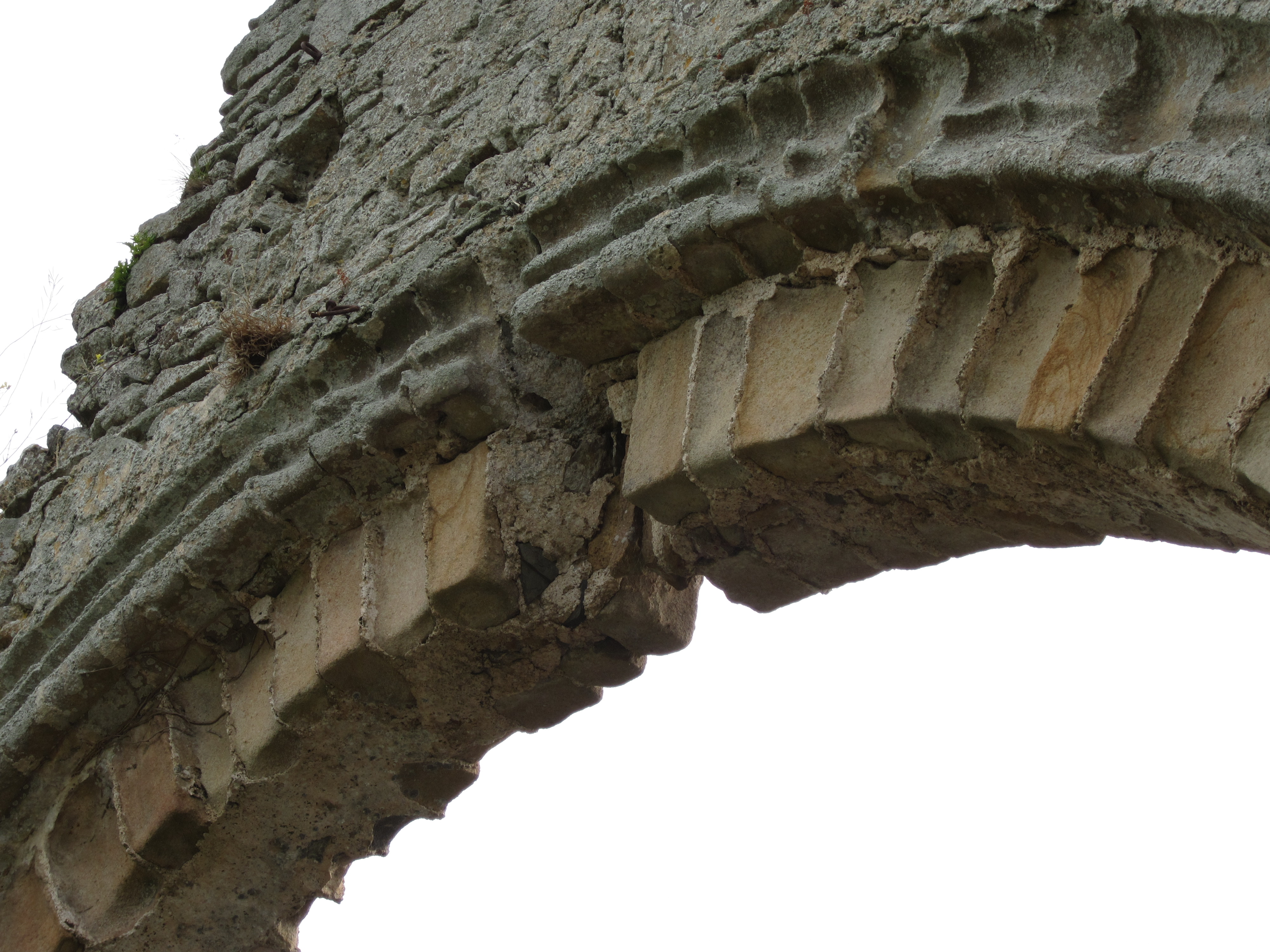
Clé de voute manquante.

## Personnalités liées à la commune
- Jean-Marie Giguet-Lefillastre (1762-1839), chirurgien militaire, passa la fin de sa vie à Surtainville.
- Édouard Denis-Dumont (Surtainville, 1830 - Surtainville, 1886), médecin et historien.
- Jacques Rouil (Surtainville, 1948-), journaliste et écrivain.